# آنتونیو میولا
آنتونیو میولا (انگلیسی: Antonio Meola؛ زادهٔ ۸ مهٔ ۱۹۹۰) بازیکن فوتبال اهل ایتالیا است.
از باشگاه‌هایی که در آن بازی کرده‌است می‌توان به ماترا کالچو، باشگاه فوتبال کروتونه، باشگاه فوتبال لیورنو، و باشگاه فوتبال آ. ث. لومتزانه اشاره کرد.